# Marc Kienle
Marc Kienle (* 22. Oktober 1972 in Ruit auf den Fildern) ist ein ehemaliger deutscher Fußballspieler und heutiger Fußballtrainer und Fußballfunktionär.

## Spielerkarriere
Marc Kienle begann im Alter von 7 Jahren in der Jugend des TSV Plattenhardt mit Fußballspielen. Er wechselte dann mit 12 Jahren in den Nachwuchs der Stuttgarter Kickers und in der B-Jugend weiter zum Stadtrivalen VfB Stuttgart, wo er in den Jahren 1990 und 1991 Deutscher A-Jugend Meister wurde. Im Meisterjahr 1991 war sein damaliger A-Jugendtrainer Ralf Rangnick. Marc Kienle wurde nach seiner Jugendzeit direkt in den Lizenzspielerkader des VfB Stuttgart übernommen. In seiner ersten Profisaison wurde der junge Defensivspieler (zehn Einsätze) 1991/92 mit dem VfB Deutscher Meister. 1995 wechselte Kienle zum MSV Duisburg, den er 1998 verließ, um sich dem Karlsruher SC anzuschließen. Im Jahr 2000 wechselte Kienle für ein Jahr zu Alemannia Aachen, ehe er 2001 zum MSV Duisburg zurückkehrte, den er 2003 wieder verließ. Im November 2003 wechselte er zum MVV Maastricht, für den Kienle bis 2006 spielte. Danach spielte er noch für Wormatia Worms, wo er seine Karriere nach wenigen Monaten beendete.

## Trainer- und Funktionärskarriere
Marc Kienle begann seine erste Trainerstation in der Saison 2007/2008 als Co-Trainer der U19 Junioren des VfB Stuttgart. Zur Saison 2008/09 wurde Kienle Cheftrainer der U17 Jugend des VfB, bereits nach seiner ersten Saison als Cheftrainer gewann Kienle 2009 mit dem VfB Stuttgart die Deutsche Meisterschaft der B-Junioren. Auch in der Saison 2009/2010 wurde Kienle mit seiner U17-Mannschaft Meister der Bundesliga Staffel Süd und scheiterte erst im Halbfinale um die Deutsche Meisterschaft an Werder Bremen. Im Januar 2010 wurde Kienle Cheftrainer der U19 des VfB und führte diese auch zur U19 Meisterschaft der Junioren-Bundesliga Staffel Süd, im Halbfinale unterlag das Team allerdings nach einem 2:0-Hinspielsieg, Bayer Leverkusen mit 0:4. In der Saison 2010/11 absolvierte er erfolgreich den DFB-Fußballlehrerlehrgang und kehrte wieder zur U17 der Stuttgarter zurück.
Zur Saison 2011/12 wurde Kienle übergeordneter sportlicher Leiter im Jugendbereich des VfB Stuttgart, zur Saison 2012/13 wurde er Trainer der A-Junioren des FC Bayern München. Mit dem U19 Team von Bayern München gewann er die Meisterschaft der Junioren-Bundesliga Staffel Süd.
Von Oktober 2013 bis April 2015 war Kienle Cheftrainer der Profimannschaft des SV Wehen Wiesbaden, die er in der Saison 2013/2014 auf Tabellenplatz 4 führte. In der Saison 2014/2015 wurde er am 12. April 2015 auf Tabellenplatz 9 freigestellt.
Nach seiner Freistellung übernahm Christian Hock dieses Amt.
Am 5. Juni 2016 unterschrieb Kienle beim VfB Stuttgart einen Vertrag als Manager Sportkoordination. Zum Beginn der Spielzeit 2018/19 wurde Kienle sportlicher Leiter der neuen U-21-Mannschaft des VfB. Zugleich übernahm er wegen der Fußballlehrer-Ausbildung des bisherigen U-23-Cheftrainers Andreas Hinkel beim VfB II das Traineramt.
Am 1. April 2019 wurde er von seinen Aufgaben entbunden.
Seit 1. Juli 2021 arbeitet Marc Kienle im Nachwuchsleistungszentrum der TSG 1899 Hoffenheim, zunächst als Koordinator für den Leistungsbereich und seit Oktober 2021 als Cheftrainer der U19-Mannschaft.

## Erfolge
- Deutscher Meister (1): 1992
- Deutscher A-Jugend Meister 1990 und 1991 mit dem VfB Stuttgart (als Spieler)
- Deutscher Meister U17 2009 mit dem VfB Stuttgart (als Trainer)